# 조나단 웨이드-드라호스

조나단 웨이드-드라호스(Jonathan Wade-Drahos, 1967년 8월 15일~)는 미국의 배우, 영화배우이다.

## 영화
- 서킷(2001년)[1] - 존 웹스터 역